# ディースペック (たばこ)
ディースペック（D-SPEC）は、日本たばこ産業（JT）から地域限定で製造・販売されていたたばこの一つ。
本稿では前身銘柄である「アルファベット」についても記述する。

## 概要
2007年1月15日、「アルファベット」をリニューアルする形で販売開始。販売地域はアルファベット同様に東京都、埼玉県、千葉県、神奈川県、福岡県の1都4県。

### 前身銘柄「アルファベット」
2003年8月1日に福岡県限定で発売。2004年7月1日に東京都限定で発売。
東京都での販売を機にサイドスライドボックスを国内で初めて採用した。
2005年2月1日より販売エリアを東京都・千葉県・埼玉県・神奈川県・福岡県に拡大。
2007年1月13日、リニューアルに伴い販売を終了した。また発売前には日本たばこ産業（JT）にアンケート登録をしたユーザーにサンプル品が送られている。

### 「アルファベット」から「ディースペック」へ
外見上（パッケージ等）の大きな変更はないが、たばこ本体には大きな差異がみられる。3製品すべてにJTの先進技術であるD-specを搭載。銘柄名は「H」はHARD（ハード）、「R」はREGULAR（レギュラー）、「C」はCOOLMINT（クールミント）の頭文字から採用されている。また、D-specの搭載によって全体的に雑味が取り払われたこと、「H」はタール値が10mgから12mgへ（ちなみに、D-spec銘柄でタール12mgは過去最高値）、「R」は7mgから5mgへ、「C」はメンソール感がアップしたことなどもあげられる。

## 製品一覧

### 販売終了製品
アルファベット・サイドスライド・ボックスの販売地域は2004年7月1日より東京都で販売開始
2005年2月1日より神奈川・千葉・埼玉・福岡県で販売開始